# Cressona, Pennsylvania
Cressona, Pennsylvania (енгл. Cressona) град је у америчкој савезној држави Пенсилванија.

## Демографија
По попису из 2010. године број становника је 1.651, што је 16 (1,0%) становника више него 2000. године.
| Група             | 2000.         | 2010.         |
| Белци             | 1.609 (98,4%) | 1.574 (95,3%) |
| Афроамериканци    | 1 (0,1%)      | 13 (0,8%)     |
| Азијати           | 15 (0,9%)     | 18 (1,1%)     |
| Хиспаноамериканци | 3 (0,2%)      | 32 (1,9%)     |
| Укупно            | 1.635         | 1.651         |